# العرجان (العرجان)
العرجان هي إحدى مشيخات المملكة المغربية، تتبع جغرافيا لإقليم بولمان وإداريًا لالعرجان. يقدر عدد سكانها بـ 3955 نسمة حسب الإحصاء الرسمي للسكان والسكنى لسنة 2004.